# Dans l'atelier
Dans l'atelier est une peinture de genre à l'huile sur toile du peintre baroque flamand Michael Sweerts, datant de 1652 et conservée au Detroit Institute of Arts (États-Unis).

## Description
L'œuvre montre un artiste accueillant un visiteur (qui pourrait être un étranger effectuant le Grand Tour et s'arrêtant à Rome) dans son atelier. Les deux hommes examinent des moulages en plâtre.
La lumière rasante vient souligner les formes du torse d'Apollon que désigne le peintre, tandis que le visiteur richement vêtu examine un putto (alors qu'une mouche est posée sur son manteau). La position du visiteur fait écho à celle de la sculpture d'Apollon.
Des instruments comme un compas ou une équerre reposent sur un coussin au premier plan, à côté d'un chitarrone : ces objets représentent les arts visuels et la musique. La palette de couleurs constituée de tons brun, gris et bleu foncé soulignés par des éléments blancs est caractéristique du style de Sweerts.

## Analyse
Les moulages présents dans le tableau sont des copies de statues antiques telles que la Junon Ludovisi. Toutefois, le torse et le putto sont des reproductions de la sculpture en bronze Apollon et Cupidon (en) du sculpteur flamand François Duquesnoy, datant des années 1630-1640.
L'œuvre de Sweerts prend place dans le contexte du paragone : le débat sur la supériorité de la peinture ou de la sculpture dans les arts. Le peintre fait ici une démonstration de sa virtuosité afin de démontrer la supériorité de son art.
Le tableau peut être rapproché d'une autre peinture de Sweerts, Atelier d'artiste avec une femme cousant (nl) (années 1640, collection privée), avec qui il partage le même thème ainsi que des personnages et objets similaires.

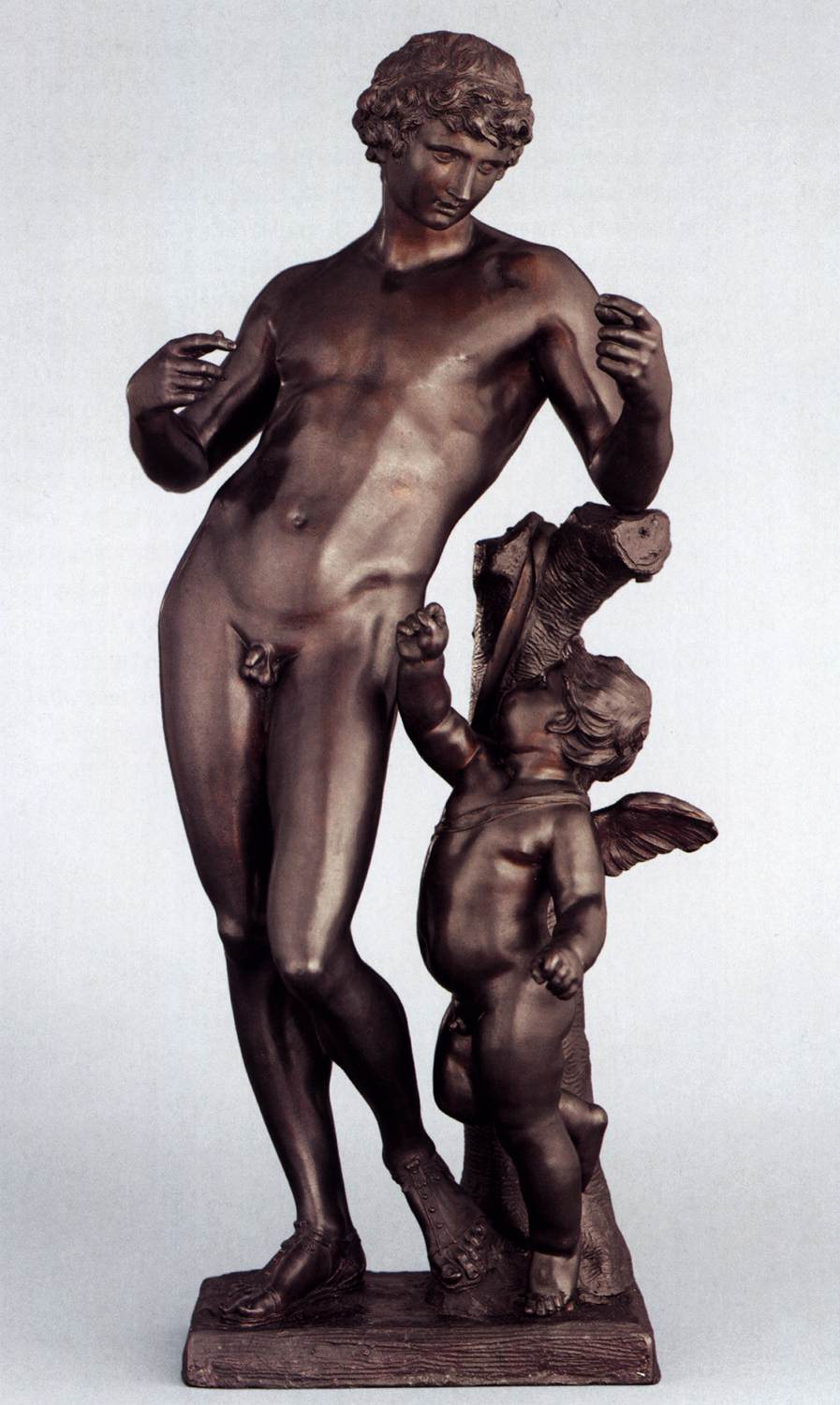
François Dusquesnoy, Apollon et Cupidon, v. 1630-1640, musée Liechtenstein (Vienne)[10].
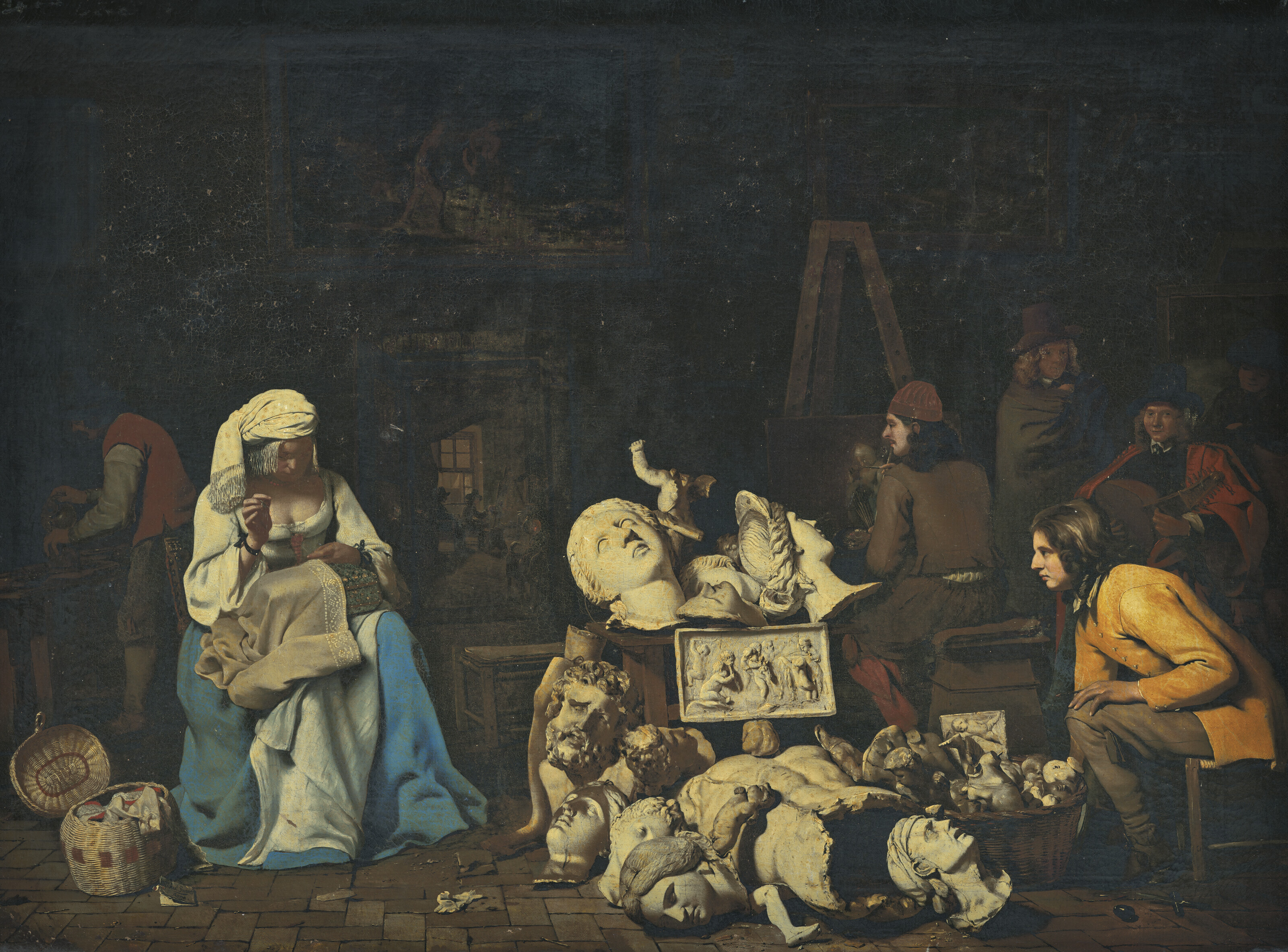
Michiel Sweerts, Atelier d'artiste avec une femme cousant, v. 1630-1640, coll. priv.

## Historique
Le tableau est peint en 1652, alors que Michiel Sweerts se trouve à Rome. Il appartient d'abord aux frères Deutz (une famille de riches collectionneurs néerlandais dont le peintre est proche), puis passe entre les mains de divers propriétaire au XIXe siècle avant d'être acheté par le Detroit Institute of Arts en 1930.